# Raul Prata
Raul Prata (Piracicaba, 14 luglio 1987) è un calciatore brasiliano, difensore del Luverdense.

## Caratteristiche tecniche
È un terzino destro.